# Lachés (dialog)
Lachés (řec. Λάχης; 2. pád Lachéta) je filozofický dialog, jehož autorem je Platón; patří k jeho nejstarším dialogům. Účastníci rozpravy diskutují o výchově a statečnosti.

## Účastníci diskuse
Postavy, které v dialogu vystupují, jsou osobami historickými:
- Sókratés
- Lysimachos, syn Aristeida (asi 530–468 př. n. l.), proslulého athénského státníka a vojevůdce;
- Melésias, syn Thukydida (asi 490–429 př. n. l.), vůdce athénských aristokratů (není totožný s historikem Thúkydidem);[2]
- Nikias, athénský vojevůdce a politik, za výpravy na Sicílii byl zajat od Syrakusanů a odsouzen k smrti (†413 př. n. l.);[3]
- Lachés, athénský vojevůdce, padl v bitvě u Mantineie v roce 418 př. n. l.; dialog nese jeho jméno.[4]
- Přítomni jsou i dva chlapci, syn Lysimachův a syn Melésiův.[pozn. 1] Do rozhovoru vstoupí jen jednou, a to když potvrzují, že znají Sókrata.

Rozprava se odehrává v Athénách někdy mezi roky 424 př. n. l. (datum bitvy u Délia, která je v dialogu zmíněna) a 418 př. n. l. (smrt Lachéta). Obsah rozmluvy je však literárním výtvorem Platónovým.

## Stručný obsah dialogu

### Má výcvik v šermování místo ve vzdělávání mládeže? [178a–181d]
Lysimachos a Melesias, synové slavných otců, se snaží poskytnout svým synkům co nejlepší vzdělání. Kdosi jim řekl, že součástí výchovy by měl být i výcvik v boji ve zbroji (řec. ὁπλομαχία, hoplomachia), to je v antickém šermu, či spíše v šermířské akrobacii. Požádali o radu vojevůdce Lachéta a Nikia a spolu s nimi se podívali na představení šermířského mistra Stésilea, jenž předváděl své umění. Na návrh Lachéta žádají o radu i Sókrata. Ten slíbil, že se vynasnaží poradit, bude-li moci, ale napřed ať mluví Nikias a Lachés, mužové starší a zkušenější.

### Nikias o vzdělávací hodnotě šermu [181e-182d]
Nikias zdůvodňuje užitečnost šermu pro mladé muže. Uvádí, že výcvik v šermířském umění podporuje fyzickou zdatnost, připravuje mladíky na vojenské úkoly, poskytuje výhodu oproti nevyškoleným soupeřům, pomáhá porozumět vojenské strategii. Toto umění prý u každého muže zvyšuje nebojácnost a zmužilost v boji.

### Lachés popírá užitečnost výcviku v šermování [182e-184c]
Lachés naproti tomu argumentuje proti nutnosti výcviku v šermířství. Tvrdí, že Sparťané, kteří se znamenitě vyznají ve válečném umění, tento výcvik nepraktikují. A také nikdo z instruktorů šermířství se dosud nevyznamenal ve skutečné válce. Proto nestojí za to, aby člověk tento výcvik podstupoval.

### Jsou generálové kvalifikováni hovořit o vzdělání? [184d–189c]
Melésias a Lysimachos žádají Sókrata, aby rozhodl, které mínění je správné. Sókratés se nejprve snaží objasnit, jaké je skutečné téma jejich diskuse. Kdykoli někdo o něčem uvažuje za nějakým účelem, je předmětem rozmýšlení onen jeho účel, a ne to, co je jen prostředkem. Vlastním cílem přece není výcvik v šermování, ten má být jen jedním z prostředků výchovy chlapců. Hlavní otázkou je péče o charakter oněch mladých mužů. „Tedy k tomu je třeba hleděti, zda je někdo z nás odborníkem v pěstování duše a je s to krásně ji vypěstovat." Zároveň se Sókratés přiznává, že nemá kvalifikaci v tomto oboru, a předpokládá, že Lachés a Nikias se buď sami vyznají v pěstování charakteru, nebo znají odborníky v této oblasti. Sókratés navrhuje zeptat se obou vojevůdců, zda mají takové odborné znalosti. Generálové posléze slibují, že poskytnou své zkušenosti.

### Potřeba definovatstatečnost[189d-190d]
Podle Sókrata jde o to, jakým způsobem by měla přistoupit zdatnost k duším chlapců, aby je učinila lepšími. K tomu potřebujeme vědět, co je zdatnost (řec. ἀρετή, areté; překládáno též jako ctnost). „Neboť kdybychom snad ani naprosto nevěděli o zdatnosti, co to asi je, jakým způsobem bychom mohli komukoli o té věci radit, jak by jí nejlépe nabyl?" Při jakékoli výuce musíme tápat, pokud nevíme, co se pokoušíme učit. Uvažovat však hned o celé zdatnosti považuje Sókratés za příliš veliký úkol. Je třeba nejprve prozkoumat, zdali je dostatečné naše vědění o některé její části, což bude pravděpodobně snadnější. Ke zkoumání vybírá tu část, k níž se zdá směřovat výcvik v šermu, tedy statečnost. Otázka, co je statečnost (řec. ἀνδρεία, andreia), je pak skoro až do konce dialogu předmětem diskuse.

### Lachétova první definice [190e-192a]
Vojevůdce Lachés soudí, že podat výměr statečnosti není nesnadné: „jestliže by totiž někdo chtěl vytrvávaje v šiku brániti se proti nepřátelům a neutíkal, dobře věz, že ten by byl statečný." Sókratés namítá, že Lachétova definice je specifická pro vojenskou pěchotu. V některých válečných situacích je však možno projevit statečnost i na ústupu. A existuje přece statečnost i v době míru: na moři, vůči nemoci, bídě, statečnost občanská, prostě statečnost v různých životních situacích. Ptá se, co je společného všem těmto formám statečnosti.

### Lachétova druhá definice [192b-194c]
Lachés uznává námitky a nabízí výměr obecnější: statečnost je „jakási vytrvalost duše"." Sókratés ukazuje, že předchozí definice byla příliš úzká, ale tato je zase příliš široká. Člověk přece může být vytrvalý ve věcech dobrých i špatných. Vytrvalost spojená s nerozumností může být škodlivá a zlá, a proto nemůže být součástí zdatnosti (ctnosti). Ne každou vytrvalost lze tedy nazvat statečností. Na Sókratovu výzvu se pak pokouší definovat statečnost Nikias.

### Nikiova definice [194d-196c]
Nikias míní, že statečnost je „znalost věcí hrozivých i nehrozivých i ve válce i ve všech ostatních věcech.". Lachés však namítá, že znalost je něco rozdílného od zdatnosti. Tak na příklad u nemocí lékaři znají věci hrozivé, můžeme je ale jen proto nazývat statečnými? Všichni odborníci vědí, které věci v jejich uměních jsou hrozivé i které nehrozivé, to však neznamená že musí být stateční.

### Důsledky Nikiovy definice: mohou být zvířata statečná? [196d–197e]
Poněvadž statečnost definuje jako znalost toho, co je strašné a nehrozné, Nikias popírá, že zvířata mohou být statečná; soudí, že pro statečnost je nezbytná určitá míra moudrosti. Statečnými nelze nazývat ani děti, které se pro nerozumnost ničeho nebojí. Nebojácnost a statečnost není totéž. Nebojácnosti spojené s neprozíravostí je velmi mnoho, a to u mužů, žen, dětí i zvířat. Ale stateční jsou dle Nikia jen ti rozumní.

### Nikias se pokusil definovat dobro, nikoli statečnost [198a-199e]
Dle Sókrata jsou hrozivé ty věci, které způsobují strach, a nehrozivé, které strach nezpůsobují. Strach však nezpůsobují věci minulé, strach je očekávání budoucího zla. U věcí, které jsou předmětem vědění, však není jedno vědění o věcech minulých, jiné zase o věcech přítomných a budoucích, nýbrž jde o jedno a totéž vědění. Je-li tedy statečnost znalostí, pak by měla být znalostí netoliko věcí hrozivých a nehrozivých, tedy jen budoucího zla a dobra, ale znalostí všech věcí dobrých a zlých (minulých, přítomných i budoucích).
Znalost celkového životního dobra však jistě přesahuje pojem statečnosti; ta je přece jen částí zdatnosti (areté). Ani Nikiovi se tedy nepodařilo definovat statečnost.

### Konec diskuse: Sókratés prohlašuje, že všichni přítomní se musí učit [200a-201a]
Nakonec tedy Sókratés považuje definice obou vojevůdců za neuspokojivé. Vyznává, že rozhovor zůstal trčet v aporii, v bezcestí, nikdo z přítomných že se nemůže pochlubit, že by na tom byl lépe než druzí, a vyzývá všechny k usilovnému společnému hledání. „My všichni musíme společně hledat co nejlepšího učitele především sami pro sebe – neboť ho potřebujeme – a potom i pro ty chlapce, nešetříce ani peněz, ani ničeho jiného; nechávat však nás samy v tom stavu, v kterém nyní jsme, to neradím.". Na závěr slibuje Lysimachovi, že k němu zítra přijde, aby se o tom poradili.

## Komentář
Lachés patří k raným Platónovým dialogům, které ukazují Sókrata, jak usiluje o vymezení základních etických problémů. V těchto tzv. „sókratovských dialozích" vytyčuje Sókratés zpravidla nějakou aporii, zvláště o jednotlivých ctnostech nebo dobrých vlastnostech, o jejich vzájemných vztazích a jejich vztahu k vědění. Aporie nejsou v těchto dialozích vyřešeny. Ani dialog Lachés nekončí jasným vymezením probíraného pojmu, tedy statečnosti.
Význam Sókratovy (resp. platónské) dialektiky tkví v tom, že uvádí ve zmatek a ruší lidské představy, aby tak ukázala, že to, co pokládáme za pravdivé, ještě pravdou není. Z toho pak má vzejít potřeba vážného úsilí po poznání. Také v dialogu Lachés je prokázána nedostatečnost běžných představ o statečnosti a zároveň je zde naznačena cesta k filozofickému pojetí, v němž musí být obsažen pojem vědění i pojem dobra.
Definici statečnosti podal Platón v dialogu Prótagoras, kde Sókratés říká, že to je „moudrá znalost věcí nebezpečných a bezpečných".  V Platónově pojetí „filozofická statečnost záleží ve správném posouzení věcí vzhledem k tomu, jsou-li člověku zlem skutečným či jen zdánlivým; to posouzení závisí na vědění o pravém dobru. Sókratés statečně podstoupil smrt, protože byl přesvědčen, že to není zlo."

## České překlady
- Platón. Platonův Laches a Kriton. Překlad František Velišský. V Praze: Tiskem a nákladem dra Edvarda Grégra, 1890. 67 s. cnb001686498. (1. vydání tohoto překladu vyšlo v roce 1869.) Dostupné online
- Platón. Charmidés; Lachés; Lysis; Theagés. Překlad František Novotný. 2. vyd. Praha: ISE, 1995. 150 s. Oikúmené. ISBN 80-85241-81-1. (1. vydání tohoto překladu vyšlo v roce 1940.)

## Citát („Znalostí se má rozsuzovat, a ne množstvím.")
Lysimachos:
Ano, já tě prosím, Sókrate; vždyť naše porada, jak se mi zdá, potřebuje jakoby rozhodčího. Neboť kdyby se tito dva shodovali, méně by bylo takového potřebí; takto však, jak vidíš, Lachés hlasoval opačně proti Nikiovi, a proto je dobře vyslechnout i tebe, ke kterému z těch obou mužů se svým hlasem přidáváš.
Sókratés:
Jak to, Lysimachu? Co schválí většina z nás, to hodláš provádět?
Lysimachos:
Ano, co také by mohl člověk dělat, Sókrate?
Sókratés:
Také ty, Melésio, by sis takto počínal? A kdybys bral nějakou radu o zápasnické přípravě svého syna, co má cvičit, zdalipak bys poslouchal většiny z nás, či onoho, kdo právě je vzdělán a vycvičen pod vedením dobrého učitele tělocviku?
Melésias:
Rozumí se, že onoho, Sókrate.
Sókratés:
Tedy onoho bys poslouchal více než nás čtyř?
Melésias:
Snad.
Sókratés:
Ano, neboť znalostí se má, myslím, rozsuzovat, a ne množstvím, co má být dobře rozsouzeno.
Platón, Lachés, úryvek (II 184, d, e)